# Saint-Alban-Auriolles
Pour les articles homonymes, voir Saint-Alban.
Saint-Alban-Auriolles est une commune française, située dans le département de l'Ardèche en région administrative Auvergne-Rhône-Alpes.
Elle se trouve dans la région naturelle des Cévennes.
Les habitants sont appelés les Saint-Albanais et les Saint-Albanaises.

## Géographie

### Situation et description
Le village se trouve dans la vallée du Chassezac, large d'environ 1,5 km à cet endroit. La limite sud de communes avec Grospierres puis Sampzon suit à peu près le cours de cette rivière jusqu'à sa confluence avec l'Ardèche.

La limite ouest de communes avec Grospierres est matérialisée par le ruisseau de Bourbouillet, affluent du Chassezac en rive gauche. En amont du Bourbouillet, son affluent le ruisseau de Fontgraze marque la limite de communes avec Chandolas au sud-ouest.

Au nord c'est la Baume qui marque la limite de communes avec Labeaume, mais au confluent avec l'Ardèche, ses deux rives se situent dans la commune de Saint-Alban-Auriolles.

Enfin, la rivière Ardèche sert elle aussi de limite de communes avec Ruoms pendant environ 1,7 km entre les confluences de la Baume en amont et du Chassezac en aval.
Le fond de vallée du Chassezac dans la commune et celles environnantes est large et occupé essentiellement par de la vigne. La Baume, au contraire, coule dans des gorges étroites, dont la profondeur atteint 130 mètres.
Une petite partie de la piste de l'aérodrome de Ruoms-Labeaume se trouve dans la commune (près d'Auriolles).

### Hydrographie
Côté Chassezac au sud, ses affluents présents dans la commune sont, d'amont en aval (d'ouest en est) et tous en rive gauche : le ruisseau de Bourbouillet, qui dans sa partie amont s'appelle le ruisseau de Fontgraze et conflue au Ranc d'Avène ; le ruisseau de l'Espeluche, affluent du Bourbouillet ; un ruisseau non nommé de 1,380 km de long environ, venant des Gros et confluant au Pont ; et le ruisseau de Fontaines, qui coule parallèle au Chassezac et conflue au lieu-dit le Moulin près de Graveyrolles. Le béat du Moulin de Tarasque, un chenal partiellement artificiel, part de la Baume près des Bouchets et coule en direction sud-ouest pour rejoindre un ruisseau non nommé dont l'une des branches est de 1,9 km de long et arrose Courbier, Champelplot, le Sartre et Cassagne - le tout confluant au Moulin anciennement dit de Tarasque situé près de Haute Rive. La Vignasse, Gruel et Auriolle sont arrosés par une autre branche du même ruisseau.
Côté la Baume au nord et à l'est, se trouvent de nombreux ruisseaux saisonniers ou non, dont le plus important est le ruisseau des Fades qui prend naissance au nord des Roberts puis coule vers le nord et conflue en rive droite à Chamontin (hameau dans la commune de Labeaume, côté rive gauche de la Baume).
Les lits majeurs du Chassezac et de la Baume, souvent nettement plus larges que les rivières elles-mêmes pour la majeure partie de l'année (92 m pour le Chassezac près des Trouillères), sont parsemés de nombreux bancs de graviers affleurants, fréquemment couverts de végétation diverse et formant des zones humides inondées en saison de hautes eaux.

### Climat
Pour des articles plus généraux, voir Climat d'Auvergne-Rhône-Alpes et Climat de l'Ardèche.
En 2010, le climat de la commune est de type climat méditerranéen franc, selon une étude du CNRS s'appuyant sur une série de données couvrant la période 1971-2000. En 2020, Météo-France publie une typologie des climats de la France métropolitaine dans laquelle la commune est exposée à un climat de montagne ou de marges de montagne et est dans la région climatique Provence, Languedoc-Roussillon, caractérisée par une pluviométrie faible en été, un très bon ensoleillement (2 600 h/an), un été chaud (21,5 °C), un air très sec en été, sec en toutes saisons, des vents forts (fréquence de 40 à 50 % de vents > 5 m/s) et peu de brouillards.
Pour la période 1971-2000, la température annuelle moyenne est de 13,6 °C, avec une amplitude thermique annuelle de 17,6 °C. Le cumul annuel moyen de précipitations est de 1 034 mm, avec 7,2 jours de précipitations en janvier et 3,8 jours en juillet. Pour la période 1991-2020, la température moyenne annuelle observée sur la station météorologique de Météo-France la plus proche, dans la commune de Grospierres à 3 km à vol d'oiseau, est de 13,9 °C et le cumul annuel moyen de précipitations est de 1 094,7 mm,. Pour l'avenir, les paramètres climatiques de la commune estimés pour 2050 selon différents scénarios d'émission de gaz à effet de serre sont consultables sur un site dédié publié par Météo-France en novembre 2022.

### Lieux-dits, hameaux et écarts
Les lieux-dits suivis d'une astérisque sont situés à l'écart de la route indiquée.
A
- Auriolles,             D208

B
- La Barnerie,           Montée de la Barnerie
- Belvezet*,             D208
- Bizac*,                Chmin de la Vignasse
- Belvezet*,             D208
- Bourbouillet**,
- Bousseyron,            Chmin de la Vignasse

C
- Le Calvaire*,          Imp. de la Barnerie
- Chadenel,              Chmin de la Vignasse
- Le Chambon,            Chmin de Champagnac
- Champagnac,            Chmin de Champagnac
- Champelplot,           Modification mineure

Suivre cette pageChmin de Champelplot
- Chantressac,           Chmin de la Vignasse
- Chavetourte*,          Chmin de la Vignasse
- Le Confluent,          Chmin de la Croix
- Coumebeau*,            Chmin du Silhol
- Courbier,              Chmin du Courbier
- La Croix,              Chmin de la Croix
- Les Crozes,            Chmin du Silhol

D
- Cassagne,              D208

G
- Gardret*,              Chmin du Silhol
- Graveirolles,          Chmin de la Croix
- Gruel,                 D208

H
- Haute Rive,            Chmin de Haute Rive

L
- Lauzière,              Chmin du Silhol

M
- Le Moulin (de Tarasque), Chmin de Hauterive

P
- Poncet*,               Chmin de Champagnac
- Le Pont,               D208

R
- Ranc d'Avène*,         D208
- Robert,                Chmin du Robert

S
- Le Sartre,             D208

T
- Les Trouillères,       D208

V
- Ventalon**,            Montée de la Barnerie
- La Vignasse,           Chmin de la Vignasse

## Urbanisme

### Typologie
Au 1er janvier 2024, Saint-Alban-Auriolles est catégorisée commune rurale à habitat dispersé, selon la nouvelle grille communale de densité à 7 niveaux définie par l'Insee en 2022.
Elle appartient à l'unité urbaine de Ruoms, une agglomération intra-départementale dont elle est une commune de la banlieue,. La commune est en outre hors attraction des villes,.

### Occupation des sols
L'occupation des sols de la commune, telle qu'elle ressort de la base de données européenne d’occupation biophysique des sols Corine Land Cover (CLC), est marquée par l'importance des forêts et milieux semi-naturels (71 % en 2018), en diminution par rapport à 1990 (79,2 %). La répartition détaillée en 2018 est la suivante : 
milieux à végétation arbustive et/ou herbacée (41 %), forêts (30 %), cultures permanentes (13,6 %), zones agricoles hétérogènes (8 %), zones urbanisées (5,6 %), terres arables (1,5 %), espaces verts artificialisés, non agricoles (0,3 %).
L'évolution de l’occupation des sols de la commune et de ses infrastructures peut être observée sur les différentes représentations cartographiques du territoire : la carte de Cassini (XVIIIe siècle), la carte d'état-major (1820-1866) et les cartes ou photos aériennes de l'IGN pour la période actuelle (1950 à aujourd'hui).

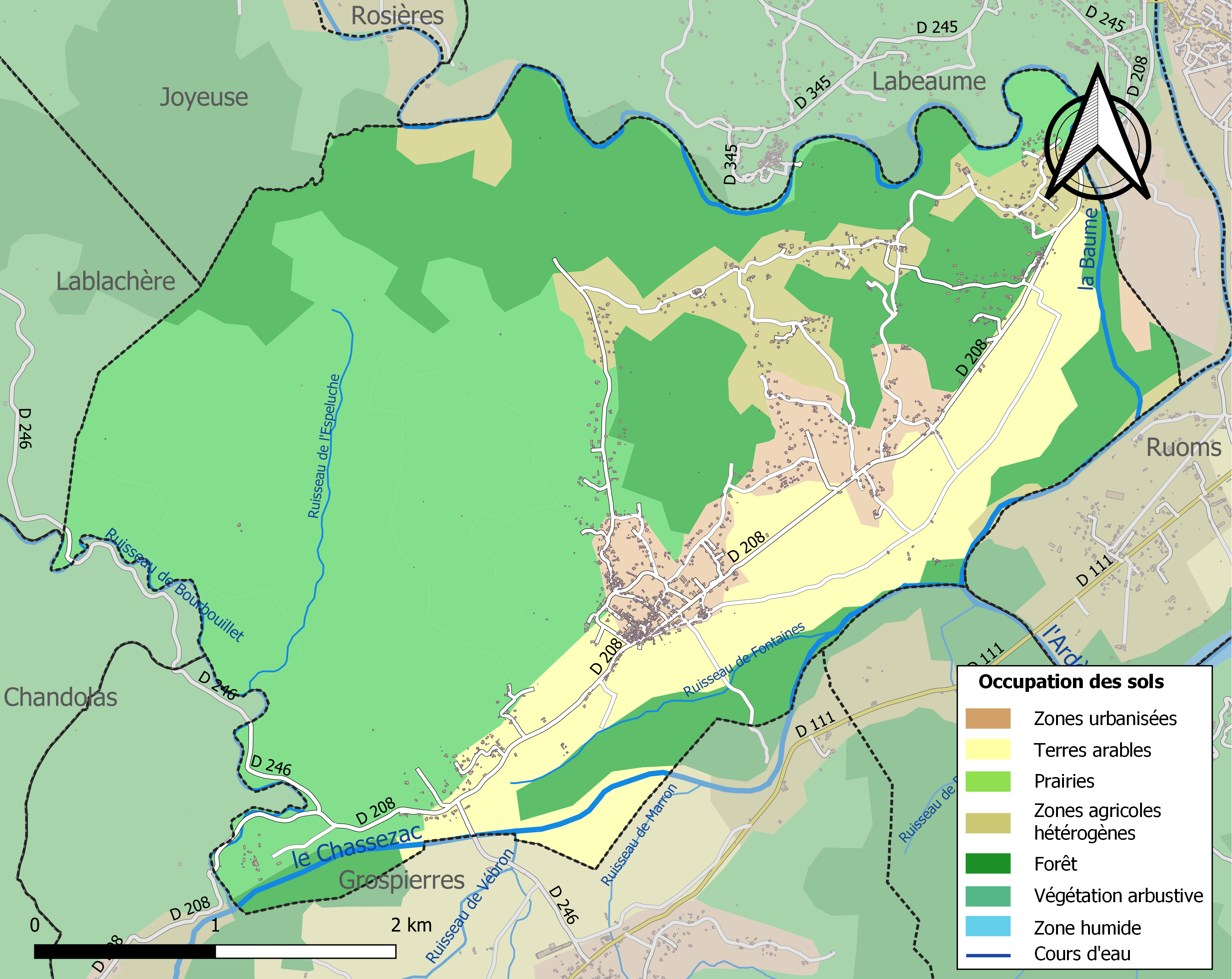
Carte des infrastructures et de l'occupation des sols de la commune en 2018 (CLC).

### Risques naturels

#### Risques sismiques
L'ensemble du territoire de la commune de Saint-Alban-Auriolles est situé en zone de sismicité no 2 dite faible (sur une échelle de 5), comme la plupart des communes situées sur le plateau et la montagne ardéchoise, mais à proximité de la zone de sismicité no 3, dite modérée, située plus à l'est et correspondant la vallée du Rhône.
| Type de zone | Niveau           | Définitions (bâtiment à risque normal) |
| ------------ | ---------------- | -------------------------------------- |
| Zone 2       | Sismicité faible | accélération = 1,1 m/s2                |

## Histoire
- 14 décembre 1789 : deux communes distinctes sont créées à partir des paroisses éponymes : Saint-Alban-sous-Sampzon et Auriolles,

Le régime de Vichy applique sa politique rapidement, y compris dans le domaine du symbolique et des noms de rue allant à l’encontre de ses valeurs. Une campagne est menée par l’hebdomadaire Gringoire : utilisant diffamation et l’intoxication, donnant aussi une grande publicité aux dégradations de plaques et aux lettres de lecteurs signalant les plaques indésirables, ce qui provoque des actions isolées comme celle où, dans la nuit du 23 au 24 février 1941, les plaques de la place de la Révolution sont volées. Ces incidents, dont celui de Saint-Alban est un des derniers, permet au secrétaire d’État à l’Intérieur Marcel Peyrouton de prendre une circulaire le 22 octobre 1940 poussant à la chasse aux noms de rues contraires à l’idéologie vichyste : « il est inconvenant […] que cette manière d’hommage public continue à être rendu à la mémoire de ceux qui par leurs erreurs ou leurs fautes ont contribué à précipiter notre patrie dans la ruine ». C’est le seul cas où l’État français a mené une épuration odonymique.
- 1er octobre 1972 : Auriolles est rattachée à Saint-Alban-sous-Sampzon. Saint-Alban-sous-Sampzon devient Saint-Alban-Auriolles.

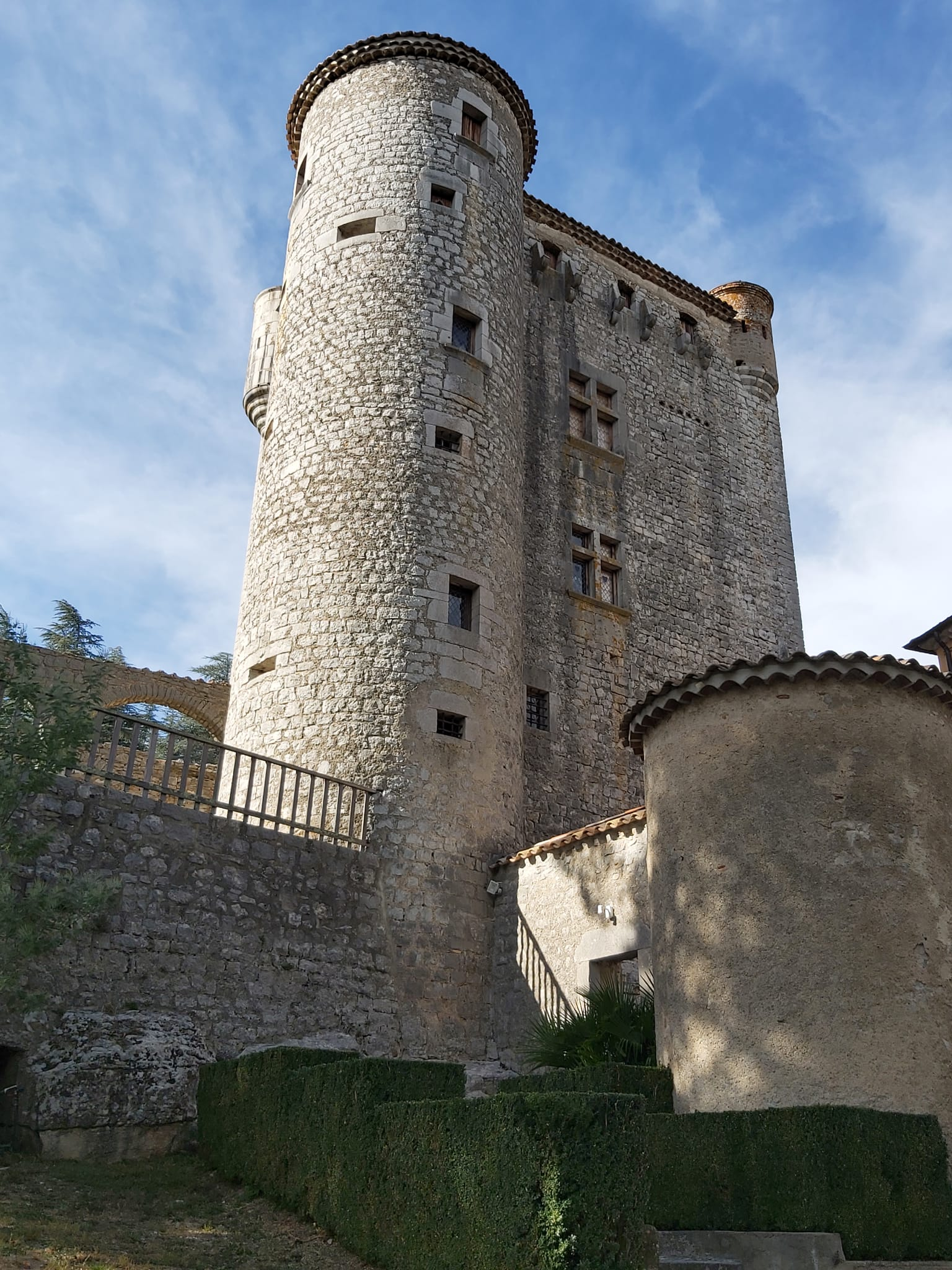
Saint Alban Auriolles - 07

## Politique et administration

### Tendances politiques et résultats
En mars 2014, le conseil municipal est élu au premier tour.

### Liste des maires
| Période                                  | Période                   | Identité          | Étiquette | Qualité                                                           |
| ---------------------------------------- | ------------------------- | ----------------- | --------- | ----------------------------------------------------------------- |
| Les données manquantes sont à compléter. |                           |                   |           |                                                                   |
| mars 2001                                | 2002                      | Gilles Devanciard | DVG       | Chef d'Établissement                                              |
| 2002                                     | mai 2020                  | Max Thibon        | DVG       | Agriculteur Président de la communauté de communes de 2014 à 2020 |
| 28 mai 2020                              | En cours (au 28 mai 2020) | Nicolas Clément   | DVG       | Archéologue 4ième Vice Président de la communauté de communes     |

## Population et société

### Démographie
L'évolution du nombre d'habitants est connue à travers les recensements de la population effectués dans la commune depuis 1793. Pour les communes de moins de 10 000 habitants, une enquête de recensement portant sur toute la population est réalisée tous les cinq ans, les populations de référence des années intermédiaires étant quant à elles estimées par interpolation ou extrapolation. Pour la commune, le premier recensement exhaustif entrant dans le cadre du nouveau dispositif a été réalisé en 2004.

En 2022, la commune comptait 1 101 habitants, en évolution de +0,64 % par rapport à 2016 (Ardèche : +2,48 %, France hors Mayotte : +2,11 %).
| 1793 | 1800 | 1806 | 1821 | 1831 | 1836 | 1841 | 1846 | 1851 |
| ---- | ---- | ---- | ---- | ---- | ---- | ---- | ---- | ---- |
| 600  | 622  | 643  | 736  | 840  | 807  | 815  | 799  | 833  |

| 1856 | 1861 | 1866 | 1872 | 1876 | 1881 | 1886 | 1891 | 1896 |
| ---- | ---- | ---- | ---- | ---- | ---- | ---- | ---- | ---- |
| 744  | 650  | 667  | 929  | 871  | 761  | 694  | 652  | 640  |

| 1901 | 1906 | 1911 | 1921 | 1926 | 1931 | 1936 | 1946 | 1954 |
| ---- | ---- | ---- | ---- | ---- | ---- | ---- | ---- | ---- |
| 582  | 538  | 524  | 485  | 453  | 436  | 443  | 420  | 352  |

| 1962 | 1968 | 1975 | 1982 | 1990 | 1999 | 2004 | 2006 | 2009 |
| ---- | ---- | ---- | ---- | ---- | ---- | ---- | ---- | ---- |
| 340  | 355  | 513  | 542  | 584  | 736  | 814  | 871  | 994  |

| 2014  | 2019  | 2022  | - | - | - | - | - | - |
| ----- | ----- | ----- | - | - | - | - | - | - |
| 1 049 | 1 084 | 1 101 | - | - | - | - | - | - |

### Enseignement
La commune est rattachée à l'académie de Grenoble.

### Médias
La commune est située dans la zone de distribution de deux organes de la presse écrite :
- L'Hebdo de l'Ardèche

Il s'agit d'un journal hebdomadaire français basé à Valence et diffusé à Privas depuis 1999. Il couvre l'actualité de tout le département de l'Ardèche.
- Le Dauphiné libéré

Il s'agit d'un journal quotidien de la presse écrite française régionale distribué dans la plupart des départements de l'ancienne région Rhône-Alpes, notamment l'Ardèche. La commune est située dans la zone d'édition d'Aubenas.

## Culture locale et patrimoine

### Lieux et monuments
- Église Saint-Alban de Saint-Alban-sous-Sampzon.
- Église Saint-Étienne d'Auriolles.
- Chapelle Saint-Pierre-aux-Liens de Saint-Alban-Auriolles.
- Le château des Beaumefort du XVe siècle fut le lieu d’affrontements durant les guerres de Religion.

La garrigue, terre ingrate jonchée de thym et de buis, était autrefois cultivée comme en témoignent les murettes, les capitelles et les clapas.

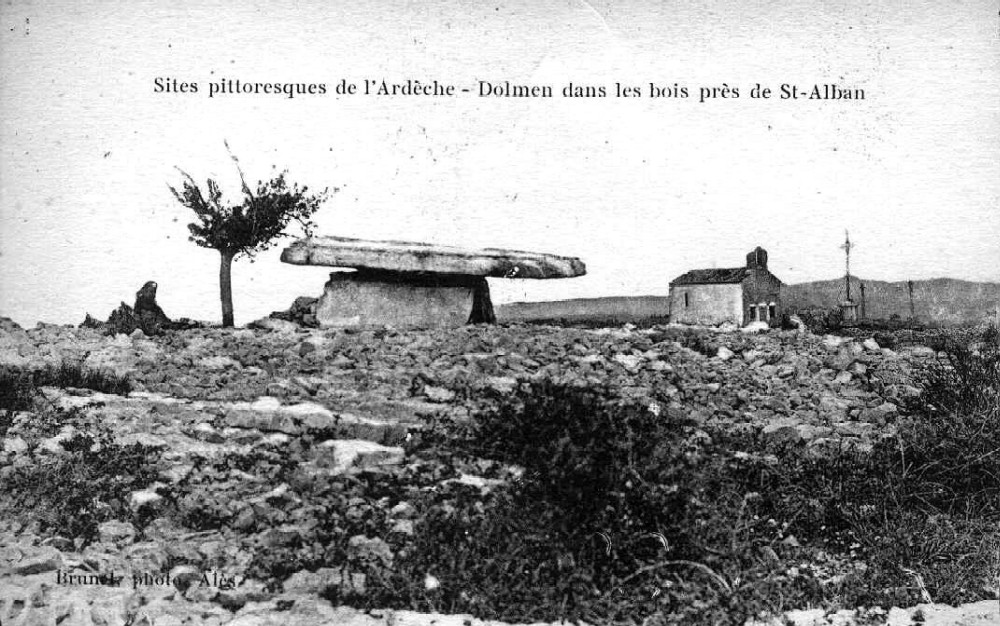
"Dolmen dans les bois près de Saint-Alban".
Carte postale début XIXe siècle.

La trentaine de dolmens recensés démontrent une implantation humaine ancienne, signe d'une situation locale privilégiée. Cette véritable nécropole est en partie visible le long des sentiers de randonnée Le Dolmen du Calvaire notamment est classé depuis 1889.
Le mas de la Vignasse - Musée Alphonse Daudet : Le musée de la Vignasse, installé dans un mas authentique datant du XVIe siècle, ancienne propriété des Reynaud, famille maternelle d'Alphonse Daudet, qui firent fortune grâce à l'élevage du ver à soie. Il rassemble des objets et des meubles du quotidien témoignant de la vie ardéchoise au XIXe siècle et permettant au visiteur de découvrir le quotidien et les savoir-faire des Ardéchois : faire le pain, dévider la soie, distiller l'alcool, battre le métal, tresser les végétaux, décortiquer les châtaignes, presser les olives, bâtir en pierre... Cette authentique magnanerie rappelle les activités liées à la soie qui marquèrent l’âge d’or de la commune.

### Patrimoine naturel

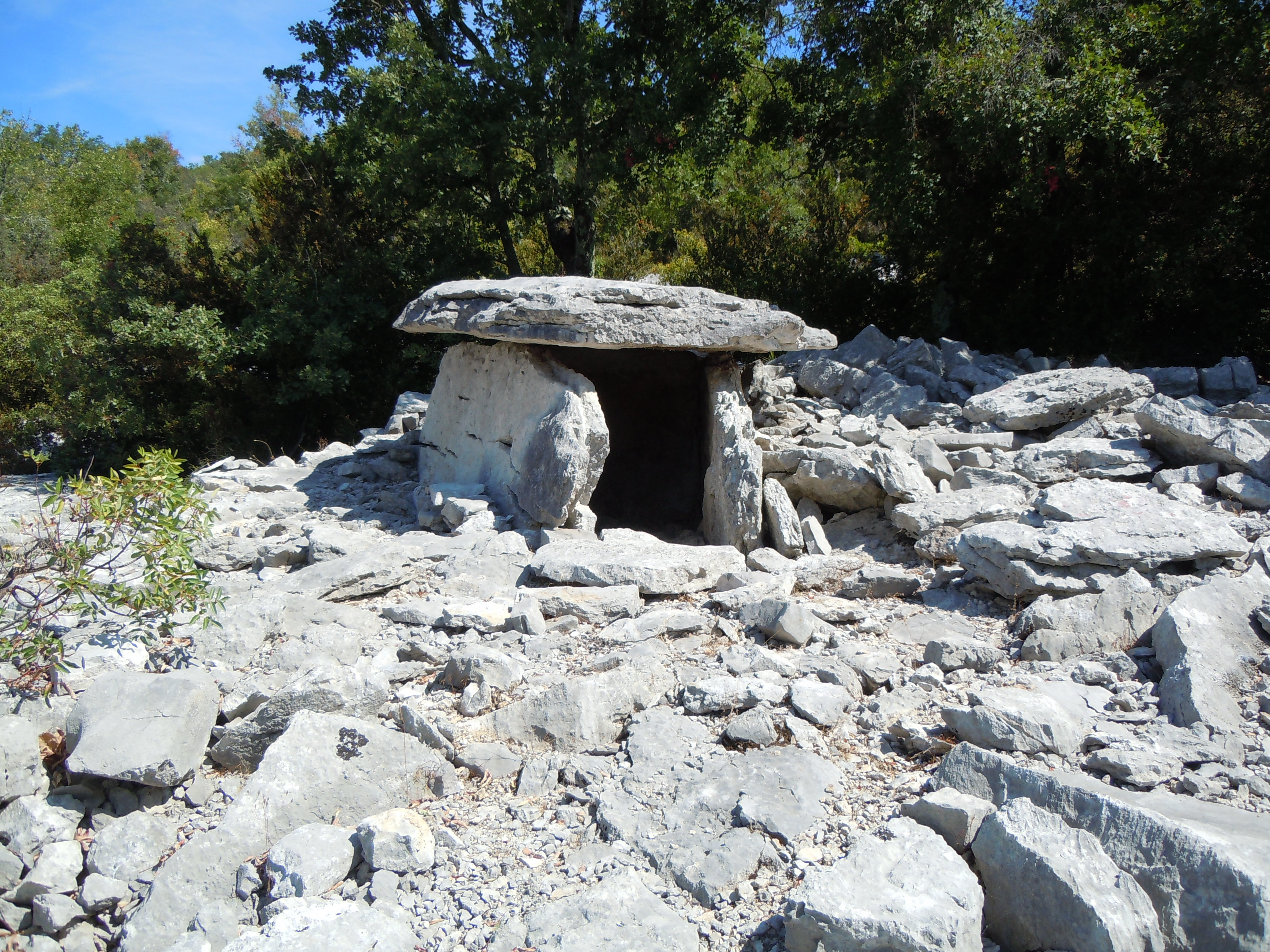
Font Méjanne - dolmen n° 14.

#### Espaces protégés et gérés
La commune fait partie du Parc naturel régional des « Monts d'Ardèche ».

#### ZNIEFF
Saint-Alban-Auriolles est concerné par sept zones naturelles d'intérêt écologique, faunistique et floristique :
La ZNIEFF continentale de type 2 de l'« Ensemble fonctionnel formé par l’Ardèche et ses affluents (Ligne, Baume, Drobie, Chassezac…) », soit 22 630,21 ha, concerne 61 communes dont Saint-Alban-Auriolles et vise la rivière Ardèche, ses milieux annexes et ses principaux affluents dont la Ligne, la Baume, la Drobie, le Chassezac.
La ZNIEFF continentale de type 1 de la « Basse-vallée du Chassezac ».
La ZNIEFF continentale de type 1 des « Gorges de la Beaume » couvre 136,7 hectares sur le cours de la Beaume.
La ZNIEFF continentale de type 1 des « Vallées de l'Ardèche et de la Ligne aux environs de Ruoms ».
La ZNIEFF continentale de type 2 des « Plateaux calcaires des Gras et de Jastre ».
La ZNIEFF continentale de type 1 du « Plateau des Gras ».
La ZNIEFF continentale de type 1 de la « Garrigue de la Beaume à la Ligne ».

#### Site d'intérêt communautaire
Deux zones spéciales de conservation (ZSC) (des sites d'intérêt communautaire (SIC) sous la Directive Habitat) sont présentes dans la commune.
Elle est incluse dans le site d'intérêt communautaire (SIC) de la « Moyenne vallée de l'Ardèche et ses affluents, pelouses du plateau des Gras ».
Elle comprend aussi la zone spéciale de conservation (ZSC) du « Bois de Païolive et Basse Vallée du Chassezac ».

### Personnalités liées à la commune
- Alphonse Daudet, (1840-1897), écrivain et auteur dramatique passait ses vacances au Mas de la Vignasse, une bâtisse qui appartenait à la famille de sa mère Adeline Reynaud (1805-1882).
- Joseph Boissin, (1869-1947), député de l'Ardèche de 1930 à 1936 y est né et mort.
- Jean Hébrard, (1894-1943), ingénieur agricole y est mort.
- Roger Ferlet, (1903-1983), écrivain, fondateur de La vie du Rail, il acquiert en 1936 le mas de la famille maternelle d'Alphonse Daudet à Saint-Alban-Auriolles et en fait un musée des traditions ardéchoises[37].

### Tourisme et loisirs

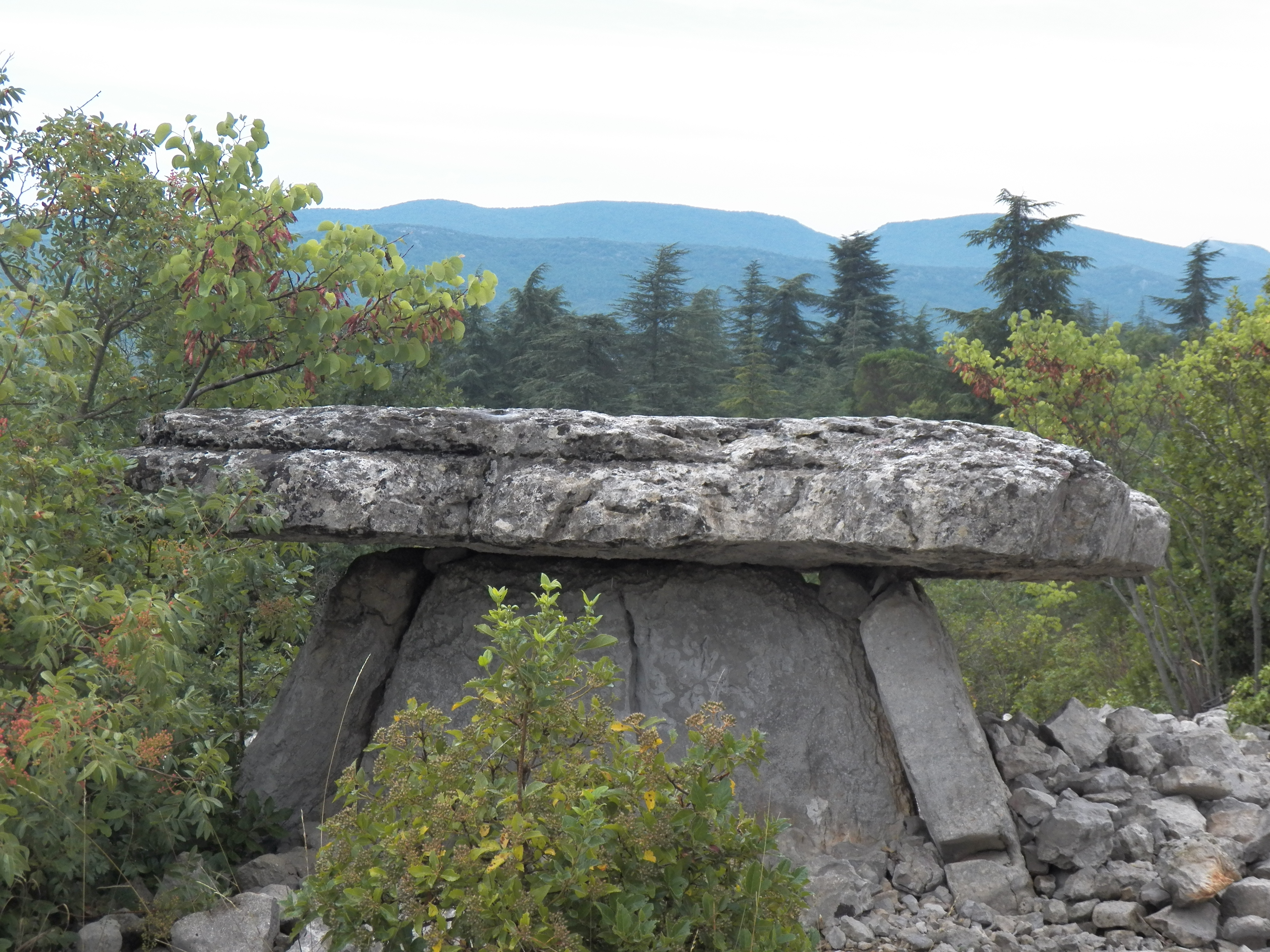
Dolmen, en excellent état de conservation et classé monument historique.

Le tourisme est une part importante de l'économie locale, d'où le nombre assez important de terrains de camping : quatre sur le Chassezac, deux sur la Baume.

### Héraldique
|  | Saint-Alban-Auriolles possède des armoiries dont l'origine et le blasonnement exact ne sont pas disponibles. |